# Crollo di via Canosa 7 a Barletta
Il crollo di via Canosa 7 fu un cedimento strutturale occorso a Barletta la mattina del 16 settembre 1959, quando uno stabile di cinque piani costruito appena un anno prima crollò uccidendo 58 dei suoi 71 abitanti. Altre 12 persone rimasero ferite e sopravvissero. 
Le cause del cedimento furono attribuite a difetti di costruzione che si erano palesati molto tempo addietro la sciagura. Il crollo di Via Canosa è ricordato per essere stato uno dei cedimenti strutturali più gravi avvenuti in Italia in epoca contemporanea, superato per numero di vittime solo dal crollo di viale Giotto 120 a Foggia, avvenuto sempre in Puglia.

## Quadro storico
Durante il boom economico italiano, Barletta aveva attraversato un periodo di rapida crescita industriale trainata dai fiorenti settori del tessile e della pelle, oltre a un maggiore uso delle tecnologie agricole. Ciò aveva portato molte persone in città dalle campagne e aveva causato una grave carenza di alloggi. I nuovi progetti di edilizia abitativa dovevano essere costruiti in tempi molto brevi ed economici, dal momento che i salari dei lavoratori erano piuttosto bassi nella provincia.
Fino al 1967 la città non aveva un piano regolatore e i prezzi dei terreni erano bassi, quindi qualsiasi appezzamento disponibile era indirizzato a nuove proposte di costruzione.

## Il crollo
La mattina del 16 settembre 1959, alle ore 6:40, un tremendo boato risuonò per Via Canosa a Barletta: una densa colonna di fumo invase il rione della ferrovia e quando la nube sparì si scoprì che il civico 7 era sparito e al suo posto c'erano enormi cumuli di macerie.
All'inizio gli abitanti pensarono che il crollo fosse conseguenza di un terremoto. Dopo aver valutato la situazione i cittadini si prodigarono nell'aiutare i soccorritori ma c'era ben poco da fare: il crollo aveva sorpreso i condomini nel sonno. Coadiuvarono l'opera di soccorso anche guardie cittadine, soldati e perfino l'allora sindaco Giuseppe Palmitessa e alcuni monaci.
Dalle macerie furono estratti in tutto 57 corpi e 13 persone rimaste ferite, una delle quali morirà in seguito per le ferite riportate.

## Le indagini
Le supposizioni iniziali, secondo cui il collasso sarebbe stato causato dalle vibrazioni di un treno in transito sulla vicina ferrovia, furono respinte non appena divenne chiaro che l'edificio aveva gravi difetti strutturali, come scoperto da Roberto Rivelli, Ingegnere Capo del Genio Civile di Bari.
Il calcestruzzo aveva un alto contenuto di sabbia e mancava dei ferri d'armatura richiesti; nella soletta furono usati foratini cavi anziché mattoni pieni e le fondamenta quasi non c'erano, dal momento che l'edificio si appoggiava sui vecchi muri di un deposito d'autobus costruito nel 1942, durante le carenze del periodo bellico, e demolito poco tempo prima della costruzione dell'edificio.
I costruttori pensavano che quei muri sarebbero stati sufficienti come cornice strutturale, ma non seppero capire che il vecchio deposito e le pareti erano anch'esse senza fondamenta. Responsabile del progetto strutturale era un ingegnere civile 37enne del luogo, che aveva solo un permesso temporaneo per esercitare.
Gli appartamenti furono terminati nel settembre del 1958 e venduti solo pochi mesi prima in estate. Nel febbraio 1959 l'edificio fu erroneamente ritenuto "corrispondente al progetto presentato" da un ufficiale civico, che autorizzò l'edificio ad uso abitativo senza controllare efficacemente i lavori. Inoltre i costruttori avevano illegalmente modificato il progetto, aggiungendo tre ulteriori appartamenti ai 17 autorizzati.
Immediatamente i proprietari lamentarono la comparsa di crepe larghe un centimetro nei muri, ma i muratori sottovalutarono il problema, affermando che quelli fossero normali movimenti di assestamento.

## Conseguenze
La tragedia scosse fortemente l'opinione pubblica nell'Italia dell'epoca: molti conoscevano o sospettavano pratiche insicure e criminali nel settore edilizio, ma c'era ancora ben poca consapevolezza della gravità delle possibili conseguenze. L'allora presidente della repubblica Giovanni Gronchi inviò una lettera di cordoglio a Barletta, promettendo giustizia per i responsabili. Lo stesso presidente Gronchi seguì personalmente l'inchiesta, chiedendo copie della perizia e del procedimento penale.
I costruttori di via Canosa 7 furono processati presso il tribunale di Trani. Una perizia tecnica confermò la scarsa competenza dei costruttori, sottolineando il ruolo importante nella tragedia dei molti difetti di progettazione e delle irregolarità. Il collasso venne causato dal cedimento dei vecchi muri sottostanti, ritenuti insufficienti per dimensione e tipo, e aggravato dalla mancanza di solide fondamenta e dalla cattiva condizione delle pareti di nuova costruzione.
Il terreno della tragedia rimase inutilizzato per molti anni, guadagnandosi il soprannome di "Il cimitero" dalla gente del posto. Le voci di avvistamenti di fantasmi e rumori divennero molto diffuse negli abitanti più superstiziosi, e il luogo fu considerato maledetto.
Negli anni '80 l'intero isolato fu ricostruito da zero con palazzine popolari in cemento. Nonostante le proteste degli abitanti della zona non venne lasciato nulla a ricordo della tragedia, tranne una strada intitolata "Via 16 Settembre 1959". Nel 1993 sul terreno "maledetto" fu costruito anche un ponte stradale.
Nel 2009, a cinquant'anni dal disastro, a Barletta si è tenuta un'esposizione per ricordare le vittime della tragedia.

## Altri crolli a Barletta
L'8 dicembre 1952 a Via Magenta due palazzine in tufo di tre piani crollarono lasciando intatto solo il pianterreno. Il crollo ha causato 17 morti e le sue immagini sono state mostrate sia nei cinema che nei giornali.
Il 3 ottobre 2011 un palazzo in ristrutturazione in Via Roma crollò su di un maglificio dove lavoravano molte donne: il bilancio fu di 5 morti, 4 operaie e la figlia dei titolari dell'opificio. Vi furono molte polemiche in merito a questa disgrazia poiché fin da maggio i cittadini lamentavano la criticità dello stabile ma nessuno aveva provveduto a mettere in sicurezza la zona. Nel 2015 vennero condannate 15 persone, tra progettisti, proprietari del cantiere e operai.